# ドラゴンズレア
『ドラゴンズレア』（原題： Dragon's Lair）は、1983年6月19日にアメリカ合衆国のCinematronicsから稼働されたアーケード用レーザーディスクゲーム（LDゲーム）である。
主人公のダークを操作し、囚われたダフネ姫を救出する事を目的としたゲーム。最初期のLDゲームのひとつであり、ゲーム史上初めてムービー（アニメ）を本格導入したことで知られる。
開発はAdvanced Microcomputer Systemsが行い、アニメーションは映画プロデューサーのドン・ブルースが担当、ゲーム・デザインはリック・ダイアーおよび『プール・オブ・レイディアンス』（1988年）を手掛けたビクター・ペンマンが担当、音楽はクリストファー・ストーンが担当している。
北アメリカではAmiga、PC/AT互換機、Atari ST、Macintoshなどのパソコン各機種に移植された。家庭用ゲーム機への移植作ではメガCD版のみ日本においても発売され、北アメリカでは3DOやAtari Jaguar CDなどの他、DVDプレーヤーやBDプレーヤーなどへも移植された。また、欧米のみでゲームボーイカラーにも移植されている。

## 概要

### オリジナル版
内蔵されたレーザーディスクによって動画が再生され、その動画上で魔物に襲われる、罠が発動する、などといった場面でレバーとボタンを決められた方向でかつ、決められたタイミングで入力し、進行していくリアルタイムアクション・アドベンチャーゲーム。同様のタイプのゲームに続編の『スペースエース』（1984年）などがある。
ゲーム史上初のLDゲームは1983年4月に日本で出荷されたセガの『アストロンベルト』であるが、1983年7月に北アメリカで『ドラゴンズレア』の方が先にリリースされたため、本作が北アメリカ史上初のLDゲームとなった。
ディズニーなどで作画監督をしていたドン・ブルースがアニメーション製作に携わっている。スプライトなどによる簡素な映像表現が一般的だった当時において、本職のアニメーターが作画した、テレビアニメーションとほぼ同等のクオリティのムービーが表示されるゲームというのは画期的で、大ヒットを記録した。そのためビデオゲーム初期の傑作として『ポン』（1972年）や『パックマン』（1980年）とともにワシントンD.C.のスミソニアン博物館に収蔵されている。
このタイプのゲームは通常、要所ごとに画面上に入力の指示が出て、それに従いレバーとボタンを入力するものが大半だが、このゲームにおいては画面上に入力の指示は一切出てこず、動画の状況のみで入力のタイミングを計る必要がある。
LDゲームの代表作として多くのハードに移植されている。ただしNES（ファミコン）版、SNES（スーパーファミコン）、ゲームボーイなどの初期のゲーム機に移植されたものは、ハードウェアの性能的な問題からか原作とは全くかけ離れたアクションゲームとなっている。メガCDや3DOなど、メディアにCD-ROMを採用したゲーム機の登場後は良好な移植がされるようになった。元がLDゲームであるため、ゲーム機ではないDVDプレーヤーやブルーレイプレーヤーでもプレイできるゲームとしても移植されている。

### アクションゲーム版
1984年に発売されたコレコビジョン用ソフト、1990年に発売されたファミリーコンピュータ用ソフト、1991年に発売されたゲームボーイ用ソフト、1992年に発売されたスーパーファミコン用ソフトの4種類があり、それぞれ機種ごとに異なるゲームとなっている。
北アメリカでアクションゲームに内容を変更されて発売されたNES版は、もともとのゲームの難易度の上に動作速度の遅さや操作性などが影響し非常に難易度の高い物となっている。その後日本版や欧州（PAL方式）版を発売するにあたり動作速度の改善や操作方法の改良が行われているがそれでも難易度は高い。
SNES版（日本国内で発売されたスーパーファミコン版は『ドラゴンズマジック』の名義）、ゲームボーイにも移植されているが、やはり原作とかけ離れたアクションゲームとなっている。
2002年にはPlayStation 2、ゲームキューブ、XboxでLDゲームの『ドラゴンズレア』の世界観をモチーフにした3Dアクションゲーム『Dragon's Lair 3D: Return to the Lair』が発売された（日本では未発売）。

## 登場人物
ダーク（Dirk the Daring）
- 声 - ダン・モリーナ

このゲームの主人公。一本の剣を使いこなし、城の中を進む。
ダフネ姫（Princess Daphne）
- 声 - ヴェラ・ランファー

モードロックによってさらわれ、城の奥に幽閉されている王女。
モードロック（Mordroc）
悪の魔法使い。『Dragon's Lair』では登場せず、続編の『Dragon's Lair II TIME WARP』で初登場する。
シンジ（Singe）
モードロックに飼われている巨大なドラゴン。大量の黄金や財宝が集められた部屋に幽閉されているダフネ姫を見張っている。
リザードキング（Lizard King）
リザードマンの王様。手にした杖でダークに殴りかかる。

## 移植版
| No. | タイトル                  | 発売日                           | 対応機種                                     | 開発元                 | 発売元                           | メディア                               | 型式                        | 備考               |
| --- | ------------------------- | -------------------------------- | -------------------------------------------- | ---------------------- | -------------------------------- | -------------------------------------- | --------------------------- | ------------------ |
| 1   | Dragon's Lair             | 1989年                           | Amiga PC/AT互換機                            | Sullivan Bluth Studios | ReadySoft                        | フロッピーディスク                     | -                           |                    |
| 2   | Dragon's Lair             | 1990年                           | Atari ST Macintosh                           | Sullivan Bluth Studios | ReadySoft                        | フロッピーディスク                     | -                           |                    |
| 3   | Dragon's Lair             | 1993年                           | PC/AT互換機                                  | Epicenter Interactive  | ReadySoft                        | CD-ROM                                 | -                           |                    |
| 4   | ドラゴンズ・レア          | 1994年1月 1994年3月 1994年6月3日 | メガCD                                       | Epicenter Interactive  | セガ                             | CD-ROM                                 | 2025年6月9日 4436-50 G-6035 |                    |
| 5   | ドラゴンズレア            | 1994年3月26日 1994年             | 3DO                                          | Epicenter Interactive  | ティーアンドイーソフト ReadySoft | CD-ROM                                 | FZ-SJO153                   |                    |
| 6   | Dragon's Lair             | 1994年                           | CD-i Macintosh                               | Epicenter Interactive  | ReadySoft                        | CD-ROM                                 | -                           |                    |
| 7   | Dragon's Lair             | 1995年                           | Atari Jaguar CD                              | Epicenter Interactive  | ReadySoft                        | CD-ROM                                 | -                           |                    |
| 8   | Dragon's Lair             | 1998年11月6日                    | DVDプレーヤー Windows 98                     | Digital Leisure        | Digital Leisure                  | CD-ROM                                 | -                           |                    |
| 9   | Dragon's Lair             | 2000年 2001年1月30日             | ゲームボーイカラー                           | Digital Eclipse        | カプコン                         | ロムカセット                           | CGB-BDXP-EUR CGB-BDXE-USA   |                    |
| 10  | Dragon's Lair             | 2007年4月9日                     | BDプレーヤー                                 | Infinite HD            | Digital Leisure                  | Blu-ray Disc                           | -                           |                    |
| 11  | Dragon's Lair             | 2007年8月15日                    | HD DVDプレーヤー                             | Infinite HD            | Digital Leisure                  | HD DVD                                 | -                           |                    |
| 12  | Dragon's Lair             | INT 2009年12月7日                | iPhone                                       | Digital Leisure        | エレクトロニック・アーツ         | ダウンロード                           | -                           |                    |
| 13  | Dragon's Lair             | 2009年12月21日                   | ニンテンドーDSi                              | Digital Leisure        | Digital Leisure                  | ダウンロード （ニンテンドーDSiウェア） | -                           | アーケード版の移植 |
| 14  | Dragon's Lair             | INT 2010年11月2日                | iPad                                         | Digital Leisure        | Dragon's Lair LLC                | ダウンロード                           | -                           |                    |
| 15  | Dragon's Lair             | 2010年11月15日                   | ニンテンドーDS                               | Digital Leisure        | Destineer                        | DSカード                               | -                           |                    |
| 16  | Dragon's Lair             | INT 2010年11月23日               | PlayStation 3 （PlayStation Network）        | Digital Leisure        | Digital Leisure                  | ダウンロード                           | -                           |                    |
| 17  | Dragon's Lair             | 2011年3月29日                    | PlayStation Portable （PlayStation Network） | Digital Leisure        | Digital Leisure                  | ダウンロード                           | -                           |                    |
| 18  | Dragon's Lair             | INT 2011年12月2日                | Android                                      | Digital Leisure        | Digital Leisure                  | ダウンロード                           | -                           |                    |
| 19  | Dragon's Lair             | INT 2012年5月18日                | Xbox 360                                     | Digital Leisure        | Microsoft Studios                | ダウンロード （Xbox Live Arcade）      | -                           |                    |
| 20  | Dragon's Lair             | INT 2013年                       | Macintosh Windows                            | Digital Leisure        | Digital Leisure                  | ダウンロード （Steam）                 | -                           |                    |
| 21  | ドラゴンズレア トリロジー | INT 2020年12月24日               | Nintendo Switch PlayStation 4                |                        | レイニーフロッグ                 | ダウンロード                           | -                           |                    |

ゲームボーイカラー版
ハード性能から一部簡略化された部分が多いが、アーケードに忠実な移植を実現している。日本国内では一部の輸入ゲーム店で取り扱われているのみで公式的には未発売となっているが、日本語表記になるモードの他、複数国のフォントに変えることが出来るオプションあり。
ニンテンドーDS版
アーケードに非常に忠実な移植で、方向指示表示付のナビゲーションの有無を選択出来たり、用意された全チャプターを全てプレイするモードが追加されている。日本国内では公式には未発売で、一部の輸入ゲーム店で取り扱われている。

## スタッフ
アーケード版
- デザイナー：リック・ダイアー
- アニメーション：ドン・ブルース
- ゲームプレイ・デザイン：ビクター・ペンマン、マーティ・フォールガー、ダーリーン・ウォディントン
- プログラマー：マイケル・クナウアー、ヴィンス・リー
- 補助プログラマー：アール・ストラットン
- 声優：ヴェラ・ランファー、ダン・モリーナ、マイケル・ライ

メガCD版
- プロデュース、プログラム：デヴィッド・フォスター
- ディレクト：トニー・ボゼック
- CG修正：マイク・ブレ、トニー・ボゼック、キャロル・チャン、ジャッキー・リュウ、デヴィッド・マガーマン、ノリス・ミレン、ショーン・ムーア、ジェイソン・シルヴァーバーグ、ジョー・ヴェリッシモ、ナディア・イー
- サウンド：デヴィッド・フォスター、デヴィッド・マガーマン
- 追加プログラム：アンセルム・フック

## 評価
アーケード版
ゲーメストムック『ザ・ベストゲーム』（1991年）の紹介文では、「非常にアニメーションの質が高い、レーザーディスクゲーム」とグラフィック面に関して肯定的に評価されている。
メガCD版
- ゲーム誌『ファミコン通信』の「クロスレビュー」では6・5・6・4の合計21点（満40点）となっている[8]。
- ゲーム誌『メガドライブFAN』の読者投票による「ゲーム通信簿」での評価は以下の通り19.2点（満30点）となっている[13]。

| 項目 | キャラクタ | 音楽 | お買得度 | 操作性 | 熱中度 | オリジナリティ | 総合 |
| 得点 | 3.7        | 2.8  | 3.3      | 2.6    | 3.2    | 3.5            | 19.2 |
- ゲーム本『メガドライブ大全』（2004年、太田出版）では、ディズニーアニメ出身のドン・ブルースが参加している事を指摘した上で、「『動き』へのこだわりは素晴らしい」とアニメーションに関して称賛した[14]。また、「いかにも怪しげなフラスコを一気飲みするノリはすごいが、移植度は高い」とアーケード版の再現度に関して肯定的に評価している[14]。

## 関連作品

### 続編
- Dragon's Lair Part II: Escape from Singe's Castle（1987年） - パソコンでリリースされた続編。
- Dragon's Lair II: Time Warp（1991年） - アーケード版の続編。
- Dragon's Lair III: The Curse of Mordread（1993年） - パソコンでリリースされた続編。

### アクションゲーム
コレコビジョン
- Dragon's Lair（発売元：コレコ）

北アメリカにて、1984年にコレコよりコレコビジョン用ソフトとして発売された。1986年には欧州にてSoftware ProjectsよりAmstrad CPC、コモドール64、ZX Spectrumに移植されて発売された。後のファミリーコンピュータ版とは異なるゲームとなっている。
ファミリーコンピュータ
- ドラゴンズレア（発売元：エピックレコードジャパン）

1990年（日本では1991年9月20日）、サイドビュー・アクションゲームとして発売されたが、キャラクターの操作性が極めて重く、大ヒットしたマリオに比べると本作は軽快な小回りや爽快なジャンピングアクションが一切利かないため、難易度が異様に高い。LDゲーム版に登場したキャラクター等はほとんど登場しない。当時のプレーヤーの多くはゲーム開始時に見える橋に登場するドラゴンを突破できずにゲームを投げたとされている。
スーパーファミコン
- ドラゴンズマジック（発売元：コナミ、日本国外ではデータイースト）
- 1993年（日本では1993年6月25日）発売。

アクションゲーム。日本国外では『Dragon's Lair』名義で発売されている。
ゲームボーイ
- ドラゴンズレア（発売元：エピックレコードジャパン）
- 1990年（日本では1991年10月25日）発売。

アクションゲーム。ゲーム内容はファミコン版とは全く別物。残機は10と多めであるが、操作性が悪い、当たり判定が分かりにくい、コンティニューがない、全部で194個ある命の石のかけらを全て集めないとクリアすることができないなど難易度はファミコン版以上に高い。

### 3Dアクションゲーム
PlayStation 2、ゲームキューブ、Xbox
- Dragon's Lair 3D: Return to the Lair

### 類似作品
- 『忍者ハヤテ』（1984年、タイトー）
- 『スーパードンキホーテ』（1984年、ユニバーサル）
- 『エシュズオルンミラ』（1985年、船井電機）
- 『キャッシングストーン』（1985年、データイースト）